# Vereniging van Contractspelers
De Vereniging van Contractspelers (VVCS) is een Nederlandse vakbond voor betaaldvoetbalspelers.
De VVCS is opgericht op 1 januari 1961. De VVCS behartigt de belangen voor de spelers bij cao-onderhandelingen en contractbesprekingen. Sinds 1967 is de VVCS aangesloten bij het Nederlands Verbond van Vakverenigingen (NVV), vanaf 1977 de Federatie Nederlandse Vakbeweging (FNV). Sinds enkele jaren organiseert de VVCS ook oefenwedstrijden voor werkloze voetballers en trainers onder de naam Team VVCS.

## VVCS Academy
In 2007 is de VVCS gestart met een opleiding Ondernemerschap voor profvoetballers. Bij de VVCS Academy kunnen spelers een MBO- of HBO-opleiding volgen die rekening houdt met hun trainings- en speelschema. De opleidingen worden online gegeven in een virtuele klas.

## Voorzitters
- Theo Timmermans (1961-1963)
- Gerard Kerkum (1963-1967)
- Roel Wiersma (1967-1975)
- Martin Snoeck (1975-1978)
- Karel Jansen (1978-1982)
- Arend Steunenberg (1982 wnd.)
- Arend Steunenberg (1982-1983)
- Karel Jansen (1983 wnd.)
- Jim Janssen van Raaij (1983-198?)
- Karel Jansen (198?-1992)
- Theo van Seggelen (1992-2005)
- Danny Hesp (2005-2019)
- Evgeniy Levchenko (2019-heden)